# Триплатина тетранитрат
Триплатина тетранитрат (МНН Triplatin tetranitrate, также известный под кодовым названием BBR3464) — это новый, экспериментальный цитостатический противоопухолевый химиотерапевтический лекарственный препарат из группы алкилирующих средств, подгруппы производных платины. В настоящее время триплатина тетранитрат проходит клинические испытания по лечению различных видов злокачественных опухолей у человека. Триплатина тетранитрат, как и другие производные платины, действует благодаря формированию «сшивок» с внутриклеточной ДНК, предотвращая тем самым транскрипцию и репликацию, что препятствует размножению клеток, осуществлению ими деления, митоза. В свою очередь, невозможность поделиться запускает в клетке процесс апоптоза (программируемой клеточной смерти), а на макроуровне — процессы лизиса и некроза опухоли. Другие известные противоопухолевые соединения платины — это, например, цисплатин, карбоплатин, оксалиплатин, циклоплатам, липоплатин, сатраплатин и др.

## История разработки триплатина
Триплатина тетранитрат содержит три активных платиновых центра, связанных с аминными лигандами. Кроме того, в этом координационном комплексе содержатся также ионы хлора. Открытие триплатина тетранитрата связано с более ранней работой, в которой было показано, что диплатиновые (содержащие 2 атома платины) и триплатиновые (содержащие три атома платины) аналоги цисплатина обладают цитотоксической активностью, причём даже большей, чем моноплатиновые аналоги. Триплатина тетранитрат, или BBR3464, был запатентован в середине 1990-х годов, и первоначально его разработка была лицензирована фармацевтической компании Хоффман-Ля Рош. В доклинических испытаниях (в пробирке и на животных) триплатина тетранитрат проявил противоопухолевую активность в отношении клеточных линий опухолей, которые имели изначальную или приобретённую резистентность к цисплатину. На этом основании он прошёл клинические испытания I фазы (проверка токсичности и переносимости) на людях под эгидой Novuspharma, которой компанией Хоффман-Ля Рош были переданы права на дальнейшцю разработку триплатина тетранитрата. Затем права на дальнейшую разработку этого лекарства были переданы фирме Cell Therapeutics. В настоящее время триплатина тетранитрат проходит клинические испытания II фазы (исследование эффективности и определение максимальной переносимой дозы) со смешанными и противоречивыми результатами. На данный момент в литературе имеются упоминания о клинических испытаниях триплатина тетранитрата у больных с раком яичников, мелкоклеточным рак лёгких, раком желудка и раком пищевода.

## Механизм действия триплатина тетранитрата
Главной мишенью воздействия триплатина тетранитрата является ДНК клеток. Во внеклеточном пространстве высокая концентрация ионов хлора (около 100 миллимоль/л) препятствует гидролизу лекарственного препарата. Однако, попадая в клетку, где концентрация ионов хлора намного ниже (от 4 до 20 миллимоль/л), лекарство быстро гидролизуется, хлоридные лиганды «уходят», а оставшееся после гидролиза соединение оказывается способным формировать ковалентные координационные связи с пуриновыми основаниями ДНК, прежде всего с гуанином. Сшивки ДНК, которые индуцирует воздействие триплатина тетранитрата на ядерный материал клетки, и являются предполагаемым механизмом действия препарата. Эти сшивки препятствуют транскрипции и репликации ДНК, что препятствует размножению клетки, то есть осуществлению клеткой процесса деления, митоза. В свою очередь, невозможность поделиться запускает в клетке процессы апоптоза (программируемой клеточной смерти), а на макроуровне приводит к лизису и некрозу опухоли.

## Побочные эффекты
Все препараты платины, и в особенности триплатина тетранитрат (BBR3464), вызывают значительные побочные эффекты, являющиеся причиной ограничения их дозы сверху (так называемая «дозолимитирующая» токсичность). Для триплатина тетранитрата характерны очень выраженные диарея, желудочно-кишечные колики, тошнота и рвота. Они настолько выражены, что максимально переносимая доза (МПД) триплатина тетранитрата у человека составляет всего 0,9 — 1,1 мг/м2. Это значительно меньше, чем максимальные переносимые дозы (МПД) для других препаратов платины, используемых в клинической практике, например, для цисплатина МПД около 60-120 мг/м2, для карбоплатина — около 800 мг/м2.